# Гостинна проституція
Гостинна проституція — звичай господарів дому пропонувати свою дружину чи доньку гостям для зґвалтування. З'явилася на ранніх етапах розвитку людського суспільства і була поширена серед багатьох первісних народів. 

## Теорії виникнення
Вчені відзначають, що донині у багатьох країнах незнайомців або іноземців розглядають як ритуально нечистих і носіїв невідомих сил, через що збереження дистанції вважається найбільш правильним проявом «поваги» до них. З цієї причини чужинцям нерідко доручалися небезпечні завдання, пов'язані, наприклад, зі збором урожаю, бо для здійснення ритуалів родючості та спокутувати ритуалів часто вимагалося подолання певних табу. Відомі випадки, коли чужинців, як представників «духу зерна», убивали або змушували замінювати людину, яку мали вбити. Ритуальна дефлорація, спрямована на усунення небезпеки першого коїтусу, а також як гарантія результативності сексуальних якостей, часто здійснювалася священиком або чужинцем, бо їх вважали носіями сексуальної потенції. Ці вірування і звичаї пояснюють роль, яку грали чужинці в священній проституції.
Деякі фахівці вважають гостинну проституцію у північних народів, зокрема у комі-зирян, пережитком групового шлюбу.
Окремі вчені не вважають гостинну проституцію «справжньою» і виводять її з міфу про матріархальність давніх культур.

## Історичні приклади

### У Біблії
Найдавніший приклад гостинної проституції можна знайти в книзі Буття (6:2, 6:4) в Біблії, де розповідається, що за часів Ноя жінки були такими красивими, що навіть сини Божі спускалися з небес, щоб узяти в дружини, а від їхнього шлюбу народжувалися велетні.

### У Фінікії
Гостинна проституція існувала в стародавній Фінікії, співіснуючи в нерозривному зв'язку з культовою проституцією, про що залишили свідчення історики церкви Аврелій Августин (у праці «Про град Божий») і Сократ Схоластик, які підтвердили, що у фінікійців був звичай гостинної проституції.

### В Індії
В індуїзмі гостинна проституція є формою ритуальної проституції. В Атхарва-веді описуються ритуали, пов'язані з культом родючості, в яких важлива роль відводилася священикам або чужинцям, які прибували з давньої держави Магадха. Російський мандрівник Афанасій Нікітін також відзначав наявність цього звичаю: В Ындѣйской земли гости ся ставят по подворьем, а ѣсти варят на гости господарыни, и постелю стелют на гости господарыни, и спят с гостми.

### У Тибеті
У Тибеті місцевий інститут гостинної проституції, який спочатку існував у багатьох районах Азії, також є послугою, пропонованою і прийнятою монахами, і вважається одним з видів ритуальної дефлорації, якої зазнали, за свідченням очевидця, більшість всіх дівчат, при цьому не вважається, що їхні родичі були цим зганьблені.

### У Китаї
Звичаї гостинної проституції існували у племен, що населяли Китай в епоху династії Ляо. У хроніках описується, що у племені чжурчженів існував звичай гостинної проституції, який спостерігали посланці династії Ляо в подорожі їхньою країною. Чжурчжені надавали їм житло, а також неодружених дівчат, які слугували їм. Роберт ван Гюлік зазначав, що у самих китайців такого звичаю не було, і повідомляючи про «сексуальну гостинність» на території Китаю, Марко Поло описує некитайські племена.

### У народів Півночі
Звичаї та ритуали гостинної проституції існували також у народів Півночі, включаючи північні народності Російської імперії. Однак, «в шлюбно-сімейних відносинах, та під впливом російських і у зв'язку з прийняттям християнства в алеутів до 1820-1840-х років переважно зникли відпрацювання за дружину і калим, багатоженство і так звана гостинна проституція». Деякі фахівці вважають гостинну проституцію у північних народів, зокрема у комі-зирян, пережитком групового шлюбу. Водночас звичаї, що існували у північних народів, частіше визначають, як «гостинний гетеризм».

### В Албанії
Феномен гостинної проституції існував в давнину на півночі Албанії. Господар будинку за вимогами албанської гостинності пропонував гостю їжу і нічліг й сексуальні послуги жінок, що жили в будинку.